# Bisetocreagris cavernarum
Espèce
Bisetocreagris cavernarum est une espèce de pseudoscorpions de la famille des Neobisiidae.

## Distribution
Cette espèce est endémique de Chongqing en Chine. Elle se rencontre dans la grotte Ertlong dans le district de Beibei.

## Description
Le mâle holotype mesure 4,40 mm et la femelle paratype 5,03 mm.

## Publication originale
- Mahnert & Li, 2016 : Cave-inhabiting Neobisiidae (Arachnida: Pseudoscorpiones) from China, with description of four new species of Bisetocreagris Curcic. Revue Suisse de Zoologie, vol. 123, no 2, p. 259-268.